# Brian Till
Brian Till (Houston, 26 de março de 1960) é um ex-automobilista norte-americano. Disputou a CART (Champ Car) entre 1992 e 1995, porém não chegou a participar em tempo integral em nenhuma das 4 temporadas.
Estreou na categoria aos 32 anos, pela equipe Robco Racing, no GP de Long Beach, onde abandonou. Nas 20 provas que disputou, o melhor resultado que Till obteve foi um 9º lugar na etapa de Cleveland, pela Turley Motorsports, no ano seguinte.
Disputou 2 corridas na temporada de 1994, com um Lola-Ford da Dale Coyne (GP de Phoenix e 500 Milhas de Indianápolis, a única de sua carreira), não completando ambas.
Na temporada de 1995, correu apenas o GP de Vancouver, substituindo Eddie Cheever na equipe Foyt. Encerrou a carreira logo após a prova, aos 35 anos. Voltou às pistas em 2007, competindo em uma etapa do campeonato de Grand-Am, se aposentando em definitivo pouco depois.

## Links
- Perfil de Brian Till - DriverDB (em inglês)